# Théâtre Mardjanichvili
Le Théâtre dramatique académique d'État Koté Mardjanichvili (géorgien : კოტე მარჯანიშვილის სახელობის სახელმწიფო აკადემიური დრამატული თეატრი), aussi connue sur le nom de Théâtre Mardjanichvili est un théâtre d'État à Tbilissi, en Géorgie. C'est l'un des théâtres les plus anciens et les plus importants du pays, peut-être en deuxième position après le Théâtre national Rustaveli.
Le théâtre a été fondé à Koutaïssi en 1928 par Koté Mardjanichvili. Il a déménagé à Tbilissi en 1930 dans l'ancienne « Maison publique » philanthropique des  Frères Zoubalashvili, bâtiment qu'il occupe toujours. L'édifice Art Nouveau du théâtre a été entièrement rénové et rouvert en 2006 avec la première de L'Opéra de quat'sous de Bertolt Brecht. Le bâtiment du théâtre a été conçu par l'architecte polonais Stefan Kryczyński, tandis que sa construction a été dirigée par un autre architecte polonais Aleksander Rogojski, architecte municipal de Tbilissi.

## Galerie

Le Théâtre de nuit
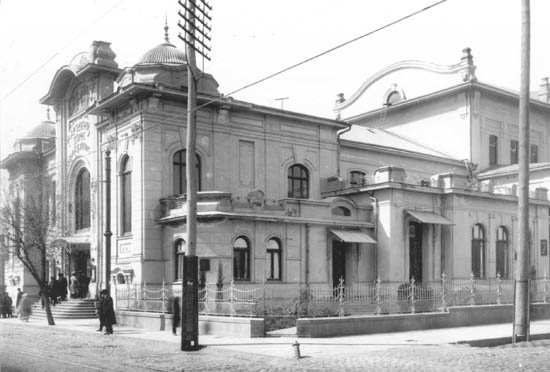
Bâtiment du Théâtre au début du XXe siècle
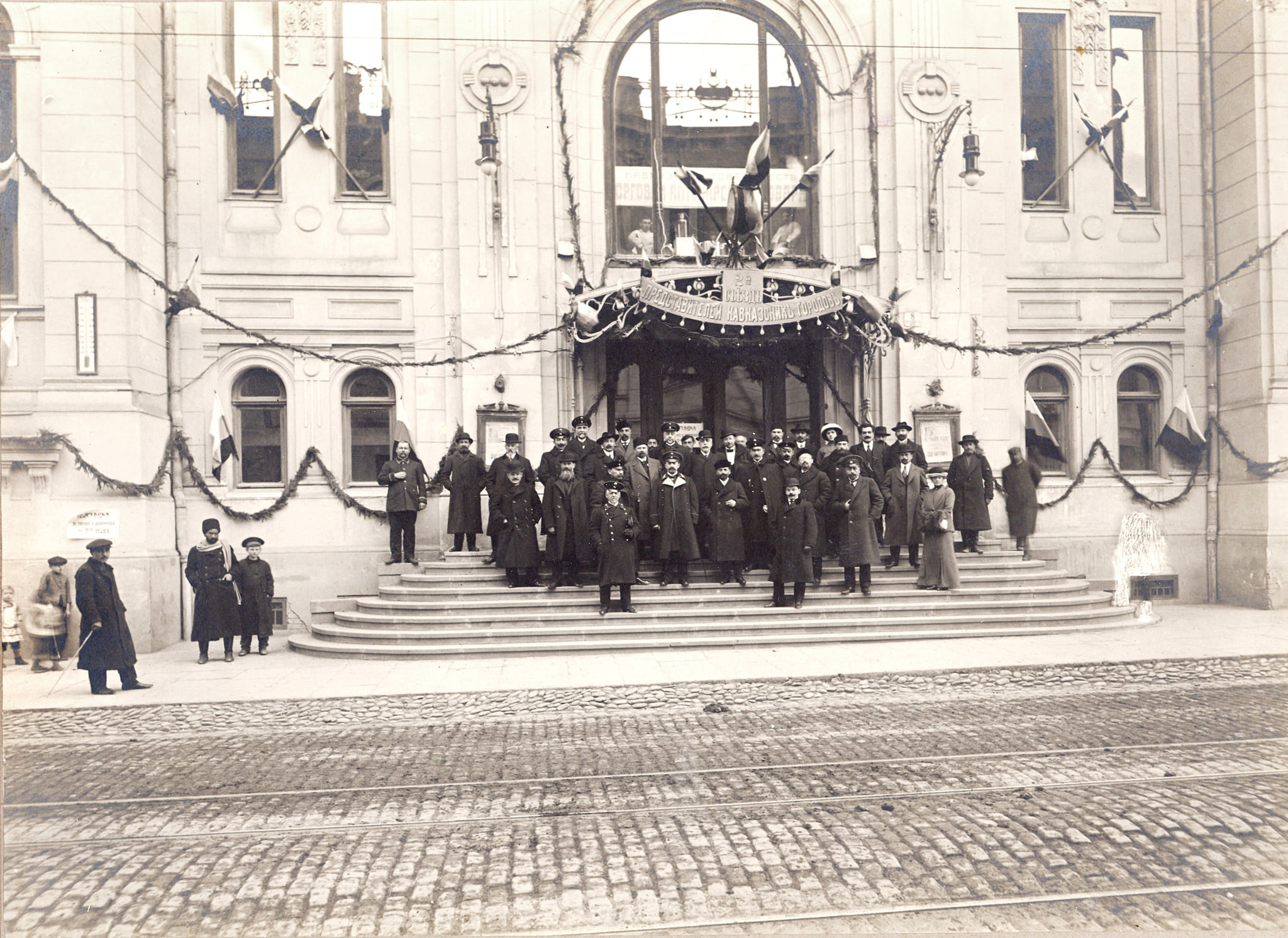
Second Congrès des représentants des villes caucasiennes en 1913
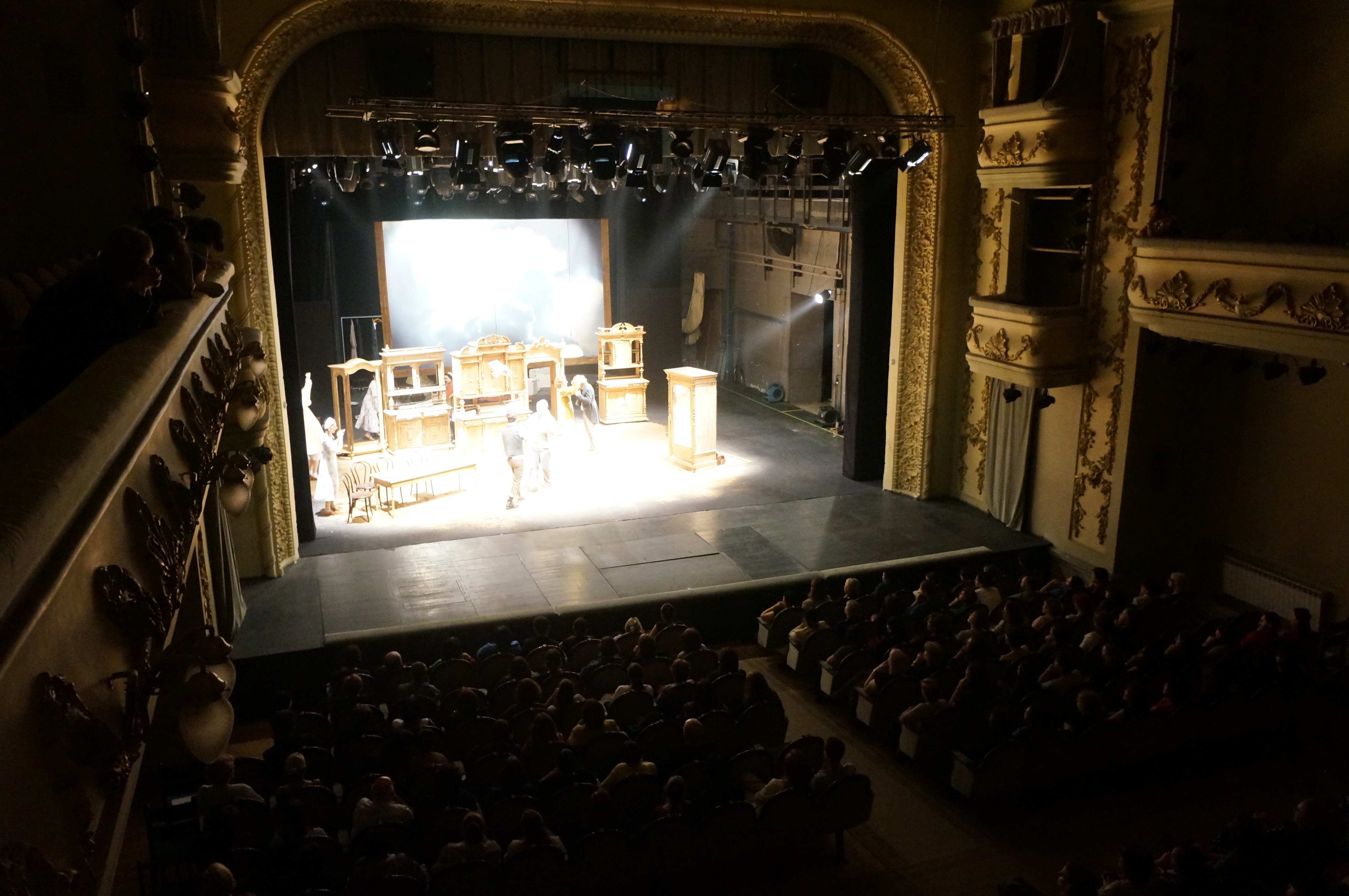
Intérieur de la salle, vue sur la scène
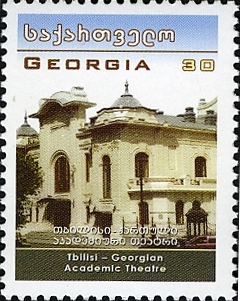
Timbre géorgien émis en 2005
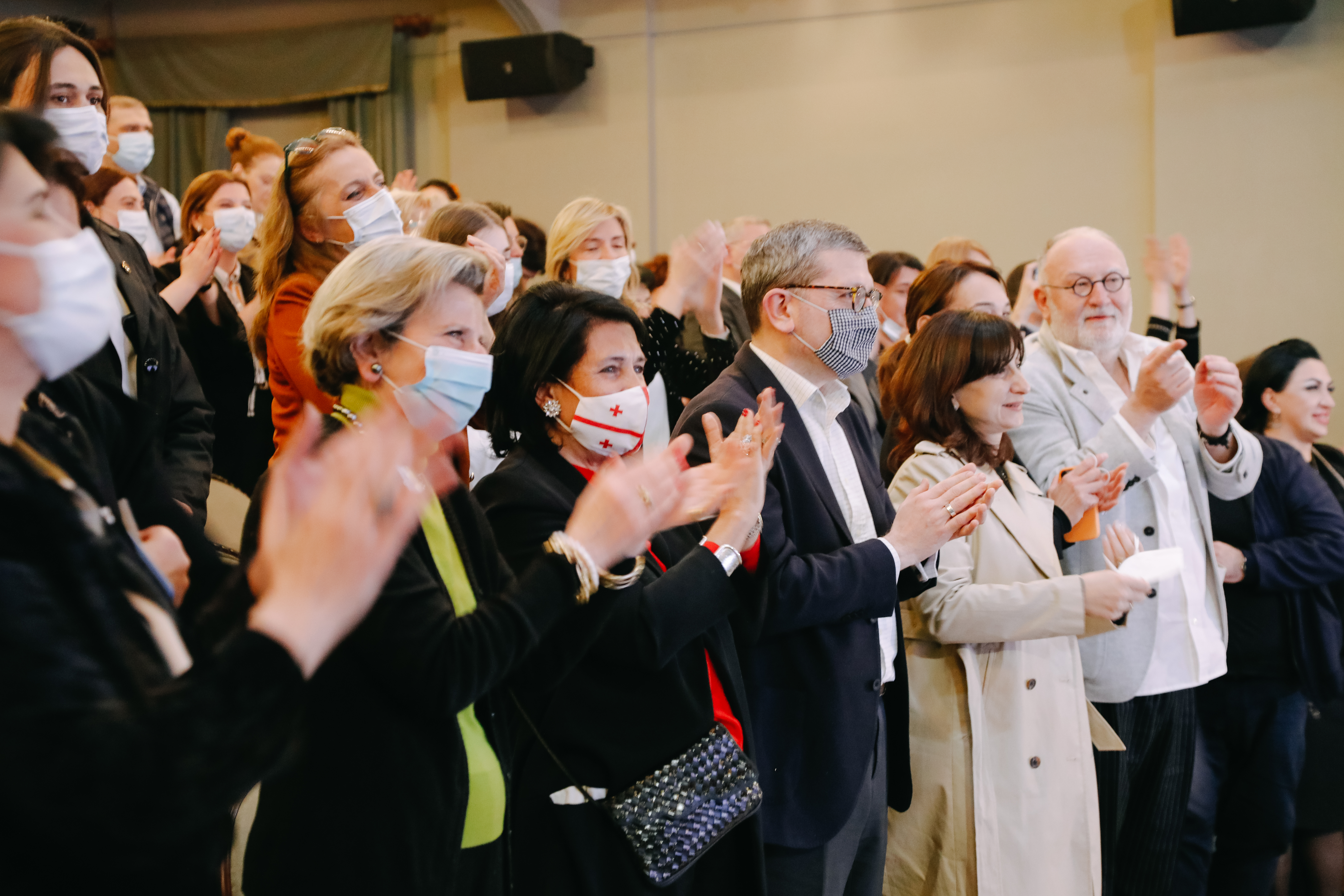
La Présidente de la Géorgie Salomé Zourabichvili visite le Théâtre dans le cadre d'une levée de fonds pour les enfants ukrainiens en 2022